# Hemistola kezukai
Hemistola kezukai là một loài bướm đêm trong họ Geometridae.